# Henri Prat
Henri Prat (* 20. August 1902 in Saint-Germain-en-Laye, Département Yvelines; † 18. Februar 1981 in Marseille) war ein französischer Biologe.

## Laufbahn
Henri Prat studierte an der Universität von Paris, wo er 1920 seinen Scientiæ Baccalaureus erwarb. 1922 folgte ein Abschluss in Physik und Chemie und 1931 einen Scientiæ Doctor. Von 1931 bis 1935 wirkte er an der Universität Montreal als Professor und Direktor des Instituts für Biologie.
Von 1936 bis 1945 lehrte er in Frankreich, wo er verschiedene Positionen, darunter eine Professur an der Universität Aix-Marseille innehatte. 1945 kehrte er an die Universität Montreal zurück, wo er wieder seine Lehrtätigkeit aufnahm und erneut zum Direktor des Instituts für Biologie (1949–1955) ernannt wurde. Während dieser Jahre war er Präsident von mehreren wissenschaftlichen Gesellschaften, darunter der kanadischen Gesellschaft für Naturkunde (1947–1948) und der biologischen Gesellschaft von Montreal (1950–1951). Zwischen 1926 und 1957 veröffentlichte Henri Prat 114 Artikel und Bücher. Die Universität von Montreal verlieh ihm 1945 die Ehrendoktorwürde.
Er verließ die Universität von Montreal im Jahre 1960 und wirkte bis zu seiner Pensionierung im Jahre 1975 an der Universität von Marseille. 1981 starb Heinrich Prat in Marseille im Alter von 78 Jahren.

## Schriften (Auswahl)
- La métamorphose explosive de l'humanité 1960 (dt. Explosion und Verwandlung der Menschheit. 1965)